# Melbourne Cricket Ground
O Melbourne Cricket Ground (ou simplesmente MCG) é um estádio localizado em Melbourne, Austrália.
É um icone esportivo da Austrália, recebendo anualmente a Grande Final da AFL, principal liga de futebol australiano. Porém, os principais eventos esportivos que o estádio recebeu foram os Jogos Olímpicos de Verão de 1956,os Jogos Olímpicos de Verão de 2000, quando foi subsede do torneio de futebol, e os Jogos da Commonwealth de 2006.

## História
A história do estádio começa em 1853, quando o primeiro campo de cricket foi construído no local. O estádio passou por amplas reformas e transformações (a última, entre 2005 e 2006 para os Jogos da Commonwealth de 2006).
No anos 70, a capacidade do estádio chegou a 120.000 torcedores (o recorde oficial é da final de futebol australiano de 1970, com 121.696 torcedores). O recorde de público pertence a um Cruzada Evangelística do pastor Billy Graham, com cerca de 130.000 fiéis.
O estádio também recebeu partidas de futebol dos Socceroos (como é chamada a Seleção Australiana de Futebol), como as decisões de vagas para as Copa do Mundo de 1998 (contra o Irã) e de 2002 (contra o Uruguai), e amistosos da Austrália contra o Brasil, Itália, Grécia e Manchester United.